# 長野村 (群馬県)
長野村（ながのむら）は、群馬県の中部、群馬郡に属していた村。

## 地理
- 河川：烏川、井野川、早瀬川

## 歴史
- 1889年（明治22年）4月1日 町村制施行により西群馬郡長野村が成立する。
- 1896年（明治29年）4月1日 郡統合（西群馬郡と片岡郡の統合）により群馬郡に属する。
- 1955年（昭和30年）8月1日 高崎市へ編入する。